# Gräshoppsvråk
Gräshoppsvråk (Butastur rufipennis) är en afrikansk fågel i familjen hökar inom ordningen rovfåglar.

## Utseende och läten
Gräshoppsvråken är en slank, medelstor rovfågel med långa vingar, ben och stjärt. I flykten syns att "handen" är tydligt svartspetsat roströd. Den adulta fågeln är mörkt gråbrun ovan, roströd med mörka smala streck under. På undersidan av vingen syns en tydlig svartaktig kant på de blekt roströda vingpennorna. Ungfågeln är mer roströd och ovansidans fjädrar är rostkantade. Flykten är ofta låg och böljande, likt kärrhökar, men kan också ses glida på hög höjd. Den är mestadels tystlåten men låter höra ett högljutt ki-ki-ki-ki-kii under häckningen.

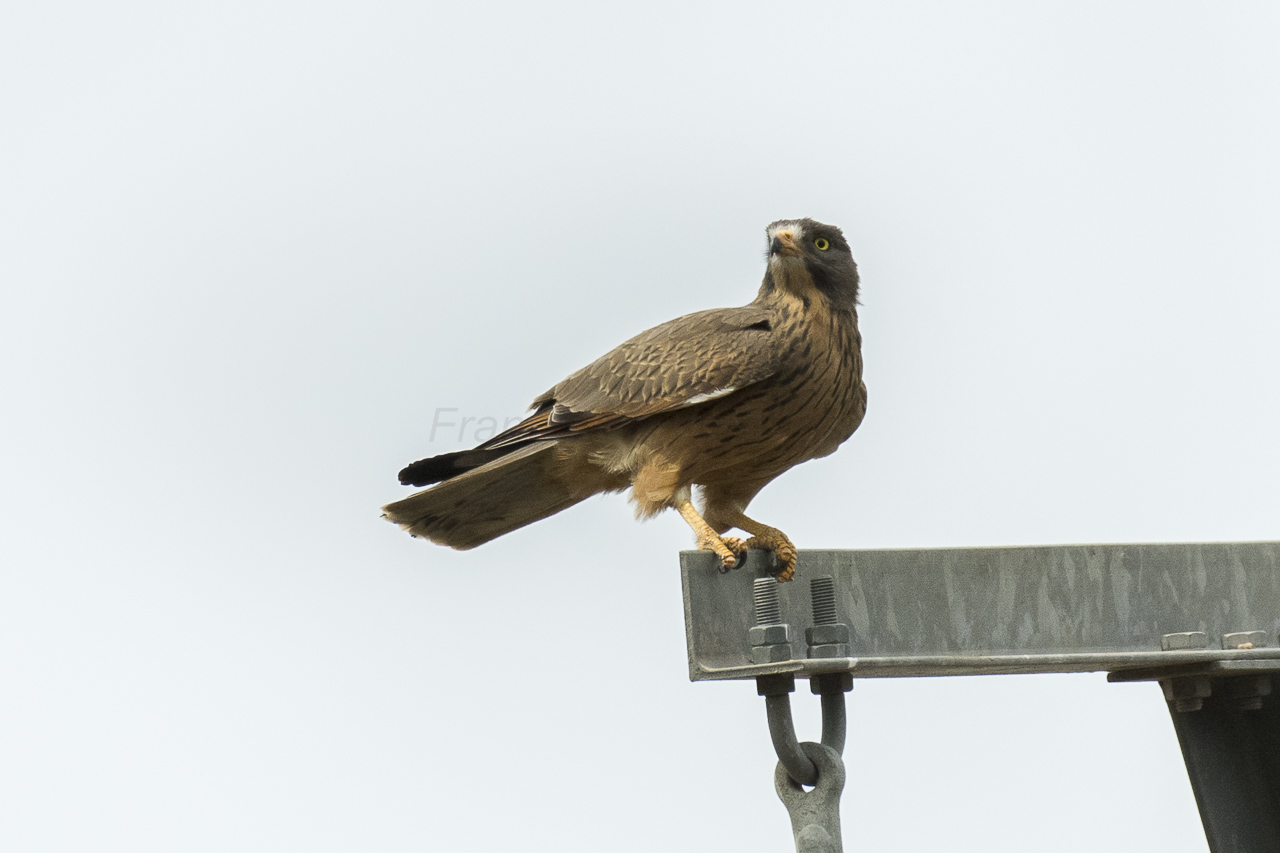
Gräshoppsvråk i Gambia.

## Utbredning och systematik
Gräshoppsvråken förekommer på savann och i andra gräsmarker i Afrika söder om Sahara. Den är delvis flyttfågel som rör sig söderut mellan september och mars och norrut igen i samband med regnperioden för att häcka. Vid ett tillfälle har den påträffats i Västpalearktis, i norra Mauretanien 7-8 maj 2004. Den behandlas som monotypisk, det vill säga att den inte delas in i några underarter.

## Levnadssätt
Gräshoppsvråken påträffas i skogslandskap, skogsbryn och arid akaciesavann, men också invid våtmarker och brända fält.

### Föda
Gräshoppsvråken är rätt social och kan ses i stora grupper med 50 till 100 individer. Den sitter ofta orörlig i toppen av ett litet träd eller en buske. Den påträffas ofta i närheten av bränder där den jagar insekter som skräms upp, framför allt gräshoppor. Under häckningstid domineras dock födan av reptiler och andra ryggradsdjur som grodor, gnagare och andra fåglar.

### Häckning
Arten häckar mellan mars och april i norr, men äggläggning varierar beroende på område. Boet placeras i en trädklyka i ett låg träd, ibland tio meter upp i ett större träd. Den lägger ett till tre blåvita ägg.

## Status och hot
Arten har ett stort utbredningsområde och en stor population, men tros minska i antal, dock inte tillräckligt kraftigt för att den ska betraktas som hotad. Internationella naturvårdsunionen IUCN kategoriserar därför arten som livskraftig (LC). Fågeln rapporteras vara generellt vanlig och lokalt mycket allmän i vissa områden där den är den vanligaste rovfågeln förutom brun glada (Milvus milvus). Världspopulationen uppskattas till mellan 20.000 och 50.000 vuxna individer. Den är lokalt förekommande och varierar i antal från år till år.